# Gra w postaci normalnej
Gra w postaci normalnej – typ gry w której gracze jednocześnie i niezależne od siebie decydują o swoich strategiach nie znając decyzji przeciwników. Do opisania takiej gry potrzebna jest znajomość możliwych akcji graczy (zwanych także zagraniami, strategiami czystymi), oraz wysokości wypłat przy zastosowaniu przez graczy danych akcji.
Oznaczenia:
{\displaystyle N=\{1,2,\dots ,n\}} – zbiór graczy,
{\displaystyle A_{i}} – zbiór możliwych zagrań gracza {\displaystyle i}-tego, {\displaystyle i\in N,}
{\displaystyle A=\prod \limits _{i=1}^{n}A_{i},}
{\displaystyle u_{i}\colon A\to \mathbb {R} } – funkcja wypłat {\displaystyle i}-tego gracza.
Elementy zbioru A to tzw. profile strategii czystych. Mamy {\displaystyle a=(a_{1},\dots ,a_{n})\in A,} gdzie {\displaystyle a_{i}} oznacza pewną strategię czystą {\displaystyle i}-tego gracza. Gdy dla każdego {\displaystyle i\in N,} {\displaystyle |A_{i}|<\infty ,} to mówimy, że gra jest skończona.

## Definicja
Grą w postaci normalnej nazywamy trójkę {\displaystyle <N,A,(u_{i})_{i\in N}>.}
Zauważmy, że przy tej definicji nie podajemy ile możliwych zagrań ma każdy z graczy. Może to być nieskończenie (nawet nieprzeliczalnie) wiele akcji.

### Strategia mieszana
Strategią mieszaną {\displaystyle i}-tego gracza nazywamy dowolny rozkład prawdopodobieństwa na zbiorze {\displaystyle A_{i}.}
Oznaczmy przez {\displaystyle x_{i}(a_{j})} prawdopodobieństwo zagrania przez {\displaystyle i}-tego gracza strategii czystej {\displaystyle a_{j}.}

#### Przypadek gry skończonej
Gdy gra jest skończona to strategia mieszana tworzy wektor w {\displaystyle \mathbb {R} ^{|A_{i}|}.} Kolejne współrzędne tego wektora to prawdopodobieństwa wyboru kolejnych zagrań. Strategia czysta to szczególny przypadek strategii mieszanej. Załóżmy, że zbiór {\displaystyle A_{i}} jest ponumerowany od 1 do k. Wtedy {\displaystyle j}-ta strategia czysta ({\displaystyle j}-te zagrane) to wersor {\displaystyle 1_{j}^{i}=(0,\dots ,0,1,0,\dots ,0)} (1 na {\displaystyle j}-tym miejscu). W dalszej części artykułu będziemy stosować to oznaczene. Jest to rozkład na {\displaystyle A_{i},} który z prawdopodobieństwem 1 przypisuje {\displaystyle j}-te zagranie.
Zauważmy, że w grach skończonych każdą strategię mieszaną, można przedstawić w postaci kombinacji wypukłej strategii czystych. Weźmy dowolnego gracza i, zbiór jego strategii czystych (zagrań) {\displaystyle A_{i}=\{1_{1}^{i},\dots ,1_{k}^{i}\}} oraz pewną strategię mieszaną tego gracza: {\displaystyle x_{i}.} Wtedy {\displaystyle x_{i}=\sum _{j=1}^{k}x_{i}(1_{j}^{i})1_{j}^{i}.}

### Profil gry
Jeśli przez {\displaystyle x_{i}} oznaczymy strategię mieszaną {\displaystyle i}-tego gracza, to analogicznie jak dla strategii czystych określiliśmy profil strategii czystych, określamy profil gry jako
{\displaystyle x=(x_{1},\dots ,x_{n})\in \prod \limits _{i=1}^{n}\mathbb {R} ^{|A_{i}|}.}
Dla ustalonego profilu przypisujemy {\displaystyle x(a)} – prawdopodobieństwo zagrania przez graczy strategii czystej {\displaystyle a=(a_{1},\dots ,a_{n}).} Wybory graczy są niezależne zatem {\displaystyle x(a)=x_{1}(a_{1})\dots x_{n}(a_{n}).} A więc gracz {\displaystyle i}-ty otrzyma wypłatę {\displaystyle u_{i}(a)} z prawdopodobieństwem {\displaystyle x(a).} Zatem wypłata {\displaystyle i}-tego gracza jest zmienną losową, która przyjmuje wartość {\displaystyle u_{i}(a)} z prawdopodobieństwem {\displaystyle x(a).}

### Wypłata przy danym profilu gry
Wypłatą przy danym profilu gry gracza {\displaystyle i}-tego nazywamy wartość oczekiwaną wyżej określonej zmiennej losowej. Poniżej znajdują się pewne tożsamości związane z tą wartością oczekiwaną.
Oznaczmy: {\displaystyle (a_{i},a_{-i})=(a_{1},\dots ,a_{i},\dots ,a_{n}),} {\displaystyle A_{-i}=\prod \limits _{j\neq i}A_{j}} oraz {\displaystyle x_{-i}(a_{-i})=\prod \limits _{j\neq i}x_{j}(a_{j}).}
Wypłata jest linowa względem składowych dowolnego profilu:
{\displaystyle {\begin{aligned}u_{i}(x)&=u_{i}(x_{1},\dots ,\sum _{k=1}^{|A_{j}|}x_{j}(1_{k}^{j})1_{k}^{j},\dots ,x_{m})\\&=\sum _{a\in A}u_{i}(a)x(a)\\&=\sum _{a_{j}\in A_{j}}\sum _{a_{-j}\in A_{-j}}u_{i}(a_{j},a_{-j})x(a_{j},a_{-j})\\&=\sum _{a_{j}\in A_{j}}x_{j}(a_{j})\sum _{a_{-j}\in A_{-j}}u_{i}(a_{j},a_{-j})x_{-j}(a_{-j})\\&=\sum _{a_{j}\in A_{j}}x_{j}(a_{j})u_{i}(x_{1},\dots ,a_{j},\dots ,x_{n})\\&=\sum _{k=1}^{|A_{j}|}x_{j}(1_{k}^{j})u_{i}(x_{1},\dots ,1_{k}^{j},\dots ,x_{n}),\end{aligned}}}
dla {\displaystyle j\in N.}

### Gry symetryczne
Grę nazywamy symetryczną jeśli dla dowolnych {\displaystyle i,j\in N} i dowolnego profilu strategii czystych {\displaystyle a=(a_{1},\dots ,a_{n})} zachodzi:
{\displaystyle u_{i}(a_{1},\dots ,a_{i},\dots ,a_{j},\dots ,a_{n})=u_{j}(a_{1},\dots ,a_{j},\dots ,a_{i},\dots ,a_{n}).}
Warunek ten można łatwo zinterpretować. Mianowicie wypłata gracza {\displaystyle i}-tego przy danym profilu ma być równa wypłacie gracza {\displaystyle j}-tego gdy obaj zamienią się swoimi strategiami czystymi.

## Gry skończone
Gdy gra jest dwuosobowa, możemy funkcję wypłat przedstawić w postaci macierzy wypłat.

### Gry symetryczne
W przypadku gry dwuosobowej warunek symetryczności gry oznacza, że macierz wypłat dla każdego z graczy jest równa transponowanej macierzy wypłat przeciwnika. Rzeczywiście:
{\displaystyle w_{i,j}^{1}=u_{1}(1_{i},1_{j})=u_{2}(1_{j},1_{i})=w_{j,i}^{2}.}